# كلب (جنس)
جنس الكلب (باللاتينية: Canis) هو أحد أجناس فصيلة الكلبيات، الذي يحوي ما بين 7 إلى 10 أنواع باقية، بما فيها الكلاب، الذئاب، القيوطات، وبنات آوى، والكثير من الأنواع المنقرضة. ظهر هذا الجنس على الكرة الأرضية خلال العصر الميوسيني، منذ قرابة 6 ملايين سنة، كما تدل الأحافير، التي عُثر على أقدمها في جنوبي الولايات المتحدة والمكسيك.
تُشكل مسألة تصنيف الأفراد المنتمية لهذا الجنس تحدياً للعلماء، إذ أن فصيلة الكلبيات فصيلة حديثة النشأة من المنظور الأحيائي، وكثيراً من أفرادها تتناسل مع بعضها البعض لتنتج هجائن غير عقيمة، الأمر الذي يطرح التساؤل المثير للجدل عما إذا كانت بعض الأنواع الحالية تُشكل فعلاً أنواعاً مستقلة أم أنها مجرد سلالات من نوع واحد، أو حتى جمهرات.

## التسمية
كلمة "Canis" كلمة لاتينية تعني «كلب»، وتشتق معظم اللغات الأوروبية ألفاظاً منها، مثل كلمة "canine" الإنكليزية التي تعني «كلب»، المشتقة من الصفة "caninus" بمعنى «الكلبي»، ومنها تُشتق أيضاً كلمة «ناب» الإنكليزية "canine tooth" التي تُترجم حرفيّاً إلى «سن كلبية» أو «سن الكلب»، وقد أطلق هذا الاسم على الأنياب نظراً لأن جميع الكلبيات المنتمية لهذا الجنس تمتلك أنياباً بارزة تستخدمها في قتل طريدتها، ويمكن ملاحظتها بسهولة عندما يعوي الحيوان أو ينبح.

## الوصف
تمتلك الحيوانات المنتمية لهذا الجنس قوائم طويلة نسبيّاً وأذيالاً كثة أسطوانية الشكل. يتراوح طول الرأس والجذع ما بين 45 إلى 160 سنتيمتراً عادةً، بينما يتراوح طول الذيل بين 20 إلى 55 سنتيمتراً، ويصل ارتفاعها إلى ما بين 30 إلى 80 سنتيمتر. يختلف وزن الكلبيات المنتمية لهذا الجنس بشكل كبير، فهو يتراوح من 6 إلى 80 كيلوغراماً وفقاً لكل نوع على حدى.

### الذئاب، الكلاب، والدنغ
يعتبر العلماء اليوم أن جميع سلالات الذئب والكلب المستأنس إضافة إلى الدنغ، هي مجرد سلالات من الذئب الرمادي. وفي اللغة العربية، يُقصد بكلمة «ذئب» الإشارة إلى إحدى السلالتين: العربية (Canis lupus arabs) أو الهندية (Canis lupus pallipes) التين تقطنا الدول العربية، وفي معظم اللغات الأوروبية يُقصد بها الإشارة إلى السلالة الذئبية أو الذئب الأوراسي (Canis lupus lupus). يُعتقد أن السلالتين العربية والهندية، إضافة إلى التبتية، هي أسلاف الكلاب المستأنسة، بما أنها تتشاطر وإياها بعض الصفات التي لا تظهر عند السلالات الأخرى.
يُعتبر كل من الدنغ الأسترالي (C. lupus dingo)، وسلفه الكلب المستأنس (C. lupus familiaris)، مجرد سلالات من الذئب الرمادي حاليّاً، على الرغم من أن الناس لا يعتبروها ذئاباً أو يخطر على بالهم حتى بأنها كذلك.

### القيوطات، بنات آوى، والذئاب الأخرى
يُعد الذئب الرمادي أشهر أنواع الكلبيات المنتمية لجنس الكلب، إلا أنه ليس النوع الوحيد الذي حمل اسم «ذئب»، إذ أن عدداً من الأنواع المنقرض الأقل شهرة تحمل هذا الاسم أيضاً. إحدى هذه الأنواع المعروفة، هو الذئب الرهيب، الذي اشتهر بسبب العثور على آلاف العينات المتحجرة منه في حفر قطران لابريا في مدينة لوس أنجلوس بولاية كاليفورنيا.
يُعد الذئب الرمادي مثلاً على إطلاق اسم «ذئب» بشكل حر دون أي قيد، أي دون الأخذ بعين الاعتبار إذا كان هذا الحيوان ذئب بالفعل، أي بتعبير أخر مشابه للذئب الرمادي بشكل كبير. ومن الحيوانات الأخرى التي حملت هذا الاسم، الذئب الحبشي (Canis simensis)، الذي قام العلماء بتغيير اسمه عدد من المرات بما أن شكله الخارجي جعل العديد من الناس يُخطئون ويعتقدون بأنه ثعلباً أو ابن آوى. أما الآن فهناك إجماع بالرأي حول اسمه الحالي.
يُطلق على أفراد هذا الجنس صغيرة الحجم اسم "قيوطات" أو "ذئاب المروج" في النصف الغربي من الكرة الأرضية، وبنات آوى في القسم الشرقي. وعلى الرغم من أن هذه الأنواع لا تُعتبر أكثر ارتباطاً ببعضها البعض، أكثر مما هي مرتبطة بالذئاب الرمادية، فإنها لا تزال وثيقة الصلة بها وبالكلاب المستأنسة بشكل أكبر عما هي مرتبطة بالثعالب، الذئاب العرفية، أو أنواع الكلبيات الأخرى غير المنتمية لجنس الكلب. يحمل اسم «ابن آوى» 3 أنواع مميزة من الكلبيات: بنات آوى الأفريقية سوداء الظهر (C. mesomelas) ومخططة الجانب (C. adustus)؛ وبنات آوى الذهبية (C. aureus) المتواجدة في جميع أنحاء أفريقيا الشرقية والشمالية، إضافة إلى جنوب غرب آسيا، آسيا الوسطى والجنوبية، وبلاد البلقان.
يعيش في أمريكا الشمالية نوع واحد فقط من هذه الكلبيات متوسطة الحجم، وهو القيوط (C. latrans)، الذي أصبح واسع الانتشار عبر القارة بعد أن اختفت الذئاب في العديد من أنحائها. يمكن العثور على القيوط في العديد من أنحاء كندا؛ في كل ولاية من الولايات المتحدة؛ جميع أنحاء المكسيك ما عدا شبه جزيرة يوكاتان؛ ساحل المحيط الهادئ وأواسط أمريكا الوسطى، جنوباً حتى شمال باناما.

## الانتشار
يشمل الموطن الطبيعي لهذه الحيوانات أوراسيا، أفريقيا، أمريكا الشمالية والوسطى، وكانت بعض الأنواع المنقرضة تقطن أمريكا الجنوبية في قديم الزمان. واليوم يمكن العثور عليها في جميع أنحاء العالم بعد أن دجن البشر الكلاب وأخذوها معهم عند تنقلهم بين القارات والجزر المختلفة.
| - موطن الأنواع الثلاثة من بنات آوى. - موطن القيوط. - موطن الذئاب الرمادية الحالي والسابق. - موطن الذئاب الحبشية. |

تُعتبر الذئاب الرمادية أكثر الكلبيات المنتمية لهذا الجنس انتشاراً على سطح الكرة الأرضية، خصوصاً بعد أن أدخل البشر الكلاب المستأنسة إلى جميع أنحاء العالم، يليها بنات آوى الذهبية المنتشرة عبر أنحاء مختلفة من أفريقيا وآسيا وأوروبا، ثم القيوطات قاطنة أمريكا الشمالية والوسطى، فالنوعين الباقيين من بنات آوى والذئب الحبشي، المقصور وجودها على أفريقيا. كانت الذئاب الرمادية منتشرة عبر جميع أنحاء أمريكا الشمالية عدا الجنوب الشرقي من القارة، حيث تحل الذئاب الحمراء بدلاً منها، إلا أن بعض العلماء يقول بأن الأخيرة ليست سوى سلالة من الذئاب الرمادية، فإن صح هذا، تكون الذئاب منتشرة في كل زاوية من زوايا القارة.

## التصنيف

### الأنواع الموثقة
في هذا الجنس 8 أنواع مؤكدة من الكلبيات، ونوعين أو ثلاثة غير مؤكدة، بالإضافة إلى 6 أنواع منقرضة. تحوي القائمة التالية جميع الأنواع الباقية والمنقرضة، علامة † تفيد بأن النوع منقرض:

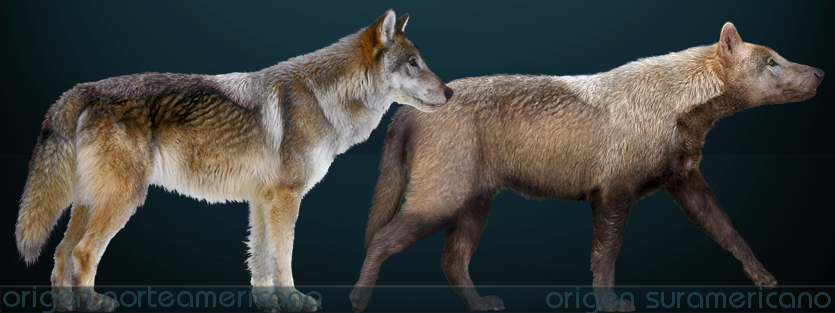
رسم رقمي لسلالالتين محتملتين من الذئب الرهيب.

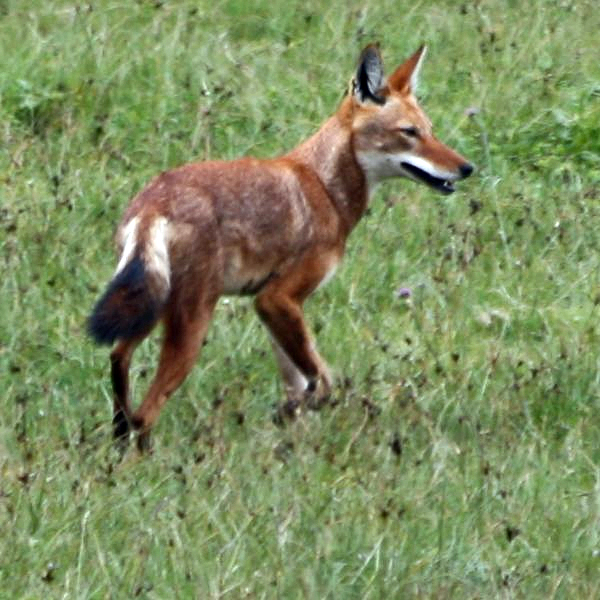
الذئب الحبشي.

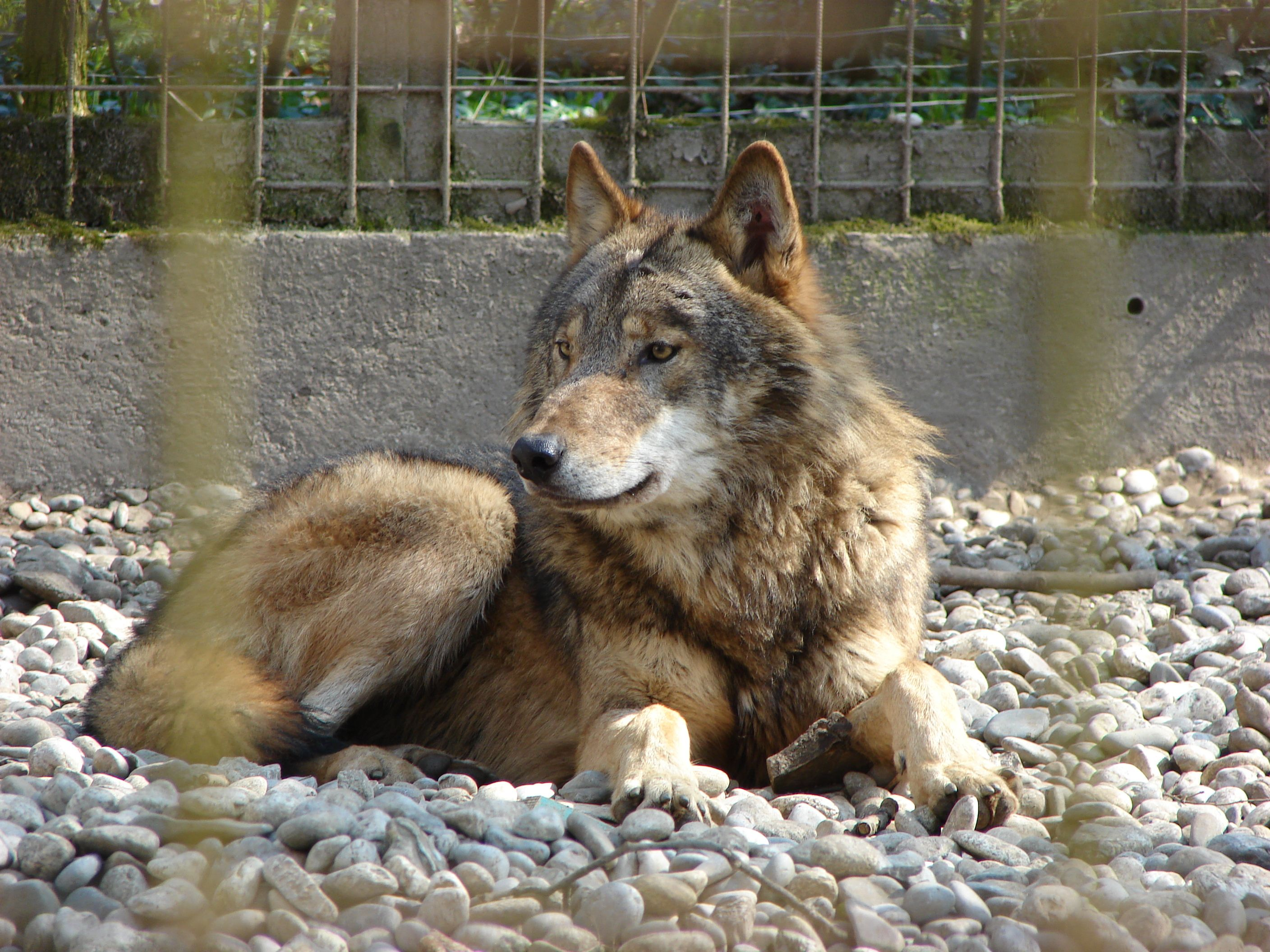
السلالة الملكية من الذئب الرمادي، المعروفة باسم الذئب الشرقي، والتي يعتبرها بعض العلماء نوعاً جديداً.

- ابن آوى مخطط الجانب (Canis adustus).
- كلب أبولو (Canis apolloniensis). †
- ذئب أرمبرستر (Canis armbrusteri). †
- ابن آوى الذهبي (Canis aureus).
- كلب سيدازو (Canis cedazoensis). †
- الذئب الرهيب (Canis dirus). †
- ذئب إدوارد (Canis edwardii). †
- ذئب الهيمالايا (Canis himalayensis).
- القيوط (Canis latrans).
- قيوط جونستون (Canis lepophagus). †
- الذئب الرمادي (Canis lupus).
  - الكلب المستأنس (Canis lupus familiaris).
  - الدنغ (Canis lupus dingo).
  - كلب غينيا الجديدة الناشد (Canis lupus hallstromi).
- ابن آوى أسود الظهر (Canis mesomelas).
- الذئب الأحمر (Canis rufus).
- الذئب الحبشي (Canis simensis).

### الأنواع المختلف بشأنها
هناك جدال قائم بين العلماء حول ما إذا كان بالإمكان اعتبار بعض سلالات الذئب الرمادي أنواعاً مستقلة أم لا، فقد تبين من خلال الدراسات الوراثية في القرن الحادي والعشرين، أن السلالة الملكية (Canis lupus lycaon) من الذئب الرمادي قد تُشكل نوعاً مستقلاً في الواقع، يحمل الاسم العلمي "Canis lycaon". كذلك فقد ظهر في عام 2007 أن الجمهرة القاطنة لجبال الهيمالايا من الذئب التبتي (Canis lupus chanco) تُشكل نوعاً مستقلاً، أطلق عليها الاسم العلمي "Canis himalayensis"، كذلك يظهر أن الجمهرة القاطنة شبه الجزيرة الهندية تعتبر نوعاً جديدا، يطلق عليها اسم الذئب الهندي (Canis indica).
كذلك، يقول بعض العلماء أن الذئب الأحمر ليس بنوع مستقل وإنما هو هجين أخر بين الذئاب الرمادية والقيوطات. وقد دعمت الأبحاث الوراثية الحديثة هذا الافتراض، حيث تبين أن الذئاب الحمراء لا تتميز وراثيّاًَ عن الذئاب الرمادية والقيوطات إلا بنسبة بسيطة، وقد ظهر أيضاً، من خلال احتساب المسافة الوراثية بين الأنواع الثلاثة، أن الذئاب الحمراء تأتي وسطاً بين الذئاب الرمادية والقيوطات، وأنها تُشابه هجائن الأخيرة قاطنة جنوب كيبيك ومينيسوتا. تبين من خلال تحاليل الحمض النووي للمتقدرات، أن جمهرات الذئب الأحمر الباقية، يتحدر أغلبها في الأصل من القيوطات.

### الهجائن

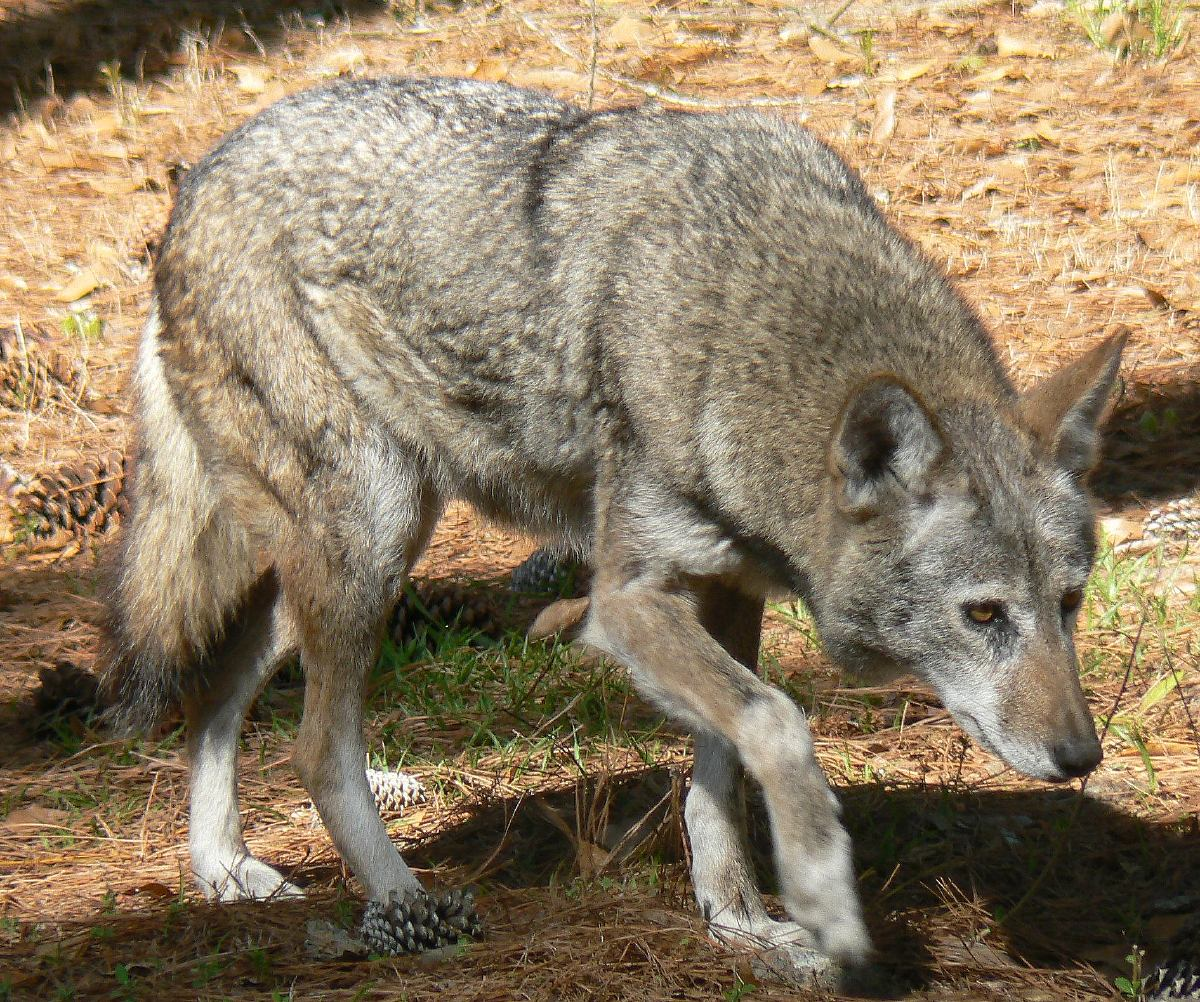
ذئب أحمر أسير. يعتبر بعض العلماء أن هذه الكلبيات ليست سوى هجائن قيوطات وذئاب رمادية.

يمكن للذئاب أن تتناسل والكلاب المستأنسة، لتنتج هجيناً غير عقيم. يُقال أن هجائن الكلاب والذئاب تكون متمتعةً بصحة جيدة في أغلب الحالات، حيث أنها تتأثر بعدد أقل بأشواط من الأمراض الوراثية من العدد الذي تتأثر به سلالات الكلاب المستأنسة، ويعود السبب وراء هذا إلى عامل «قوة الوراثة». أظهرت الأبحاث الوراثية في جامعة كاليفورنيا بمدينة لوس أنجلوس، أن الذئاب ذات الأهاب الأسود تحمل هذا اللون نتيجة طفرة برزت في بادئ الأمر عند الكلاب المستأنسة حديثاً وانتقلت لاحقاً إلى الذئاب عن طريق التهجين مع الكلاب التي غدت وحشية. تتناسل الذئاب مع القيوطات لتنتج هجائن غير عقيمة كذلك الأمر، وهذا الأمر يطرح التساؤل المثير للجدل حول ما إذا كان يُمكن اعتبار كل منها نوعاً مستقلاً بذاته. يُعرف نتاج الذئب والقيوط باسم «الذئب القيوطي» أو «القيئب»، وهو عادةً ما يكون حجمه وسطاً بين حجم أبويه، أي أكبر من قيوط نقي وأصغر من ذئب.
تمّ تهجين بنات آوى الذهبية مع كلاب الهسكي السيبيرية في روسيا لتنتج هجينا يعرف باسم «كلاب سوليموف»، ويعتبر هذا الهجين من الكلاب المقتفية حيث يتميز بحاسة شم قوية. وكان الدافع وراء إنشاء هذه السلالة من الكلاب المستأنسة الحصول على نوع يتميز بحدة حاسة الشم الخاصة بابن آوى والوفاء والإخلاص الخاص بالهسكي، ولمّا كان ابن آوى قليل الثقة بالبشر ويكره المناخ الشديد البرودة مثل مناخ سيبيريا، كان من الصعب تدجينه وكان بالتالي من الضروري تهجينه مع كلاب الهسكي. تتميز كلاب سوليموف أيضا بالإضافة لحاسة شمها القوية جدا بحجمها الصغير الذي يمنحها القدرة على العمل في الأماكن الضيقة، ويقول الباحث الذي أنشأ هذه السلالة، كليم سوليموف، والذي يعمل في مؤسسة البحوث العلمية لحماية الإرث الحضاري والبيئة في روسيا، بأن هذه الكلاب تجمع مميزات كلاب الرنة الراعية والتي تستطيع أن تعمل في حرارة تصل إلى - 70° مئوية (- 95° فهرنهايت)، ومميزات بنات آوى الذهبية التي تتحمل حرارة تصل إلى + 40° مئوية (+ 105° فهرنهايت). بدأ العمل في برنامج هجين ابن آوى عام 1975، ويوجد حاليا 25 حيوانا تعمل في أقسام الشرطة، إلا أنه لم يتم تسجيل هذه السلالة كسلالة كلاب عاملة بصورة رسمية بعد.